# Reo Hatate
Reo Hatate (旗手 怜央, Hatate Reo, Suzuka, 21 de novembro de 1997) é um futebolista japonês que joga como meio-campista. Atualmente defende o Celtic e a Seleção Japonesa.

## Carreira no clube
Nascido em Suzuka, Hatate jogou na base do FC Yokkaichi antes de seguir para a Shizuoka Gakuen High School em 2013. Em 2016 foi para a Juntendo University, atuando no futebol universitário durante 3 anos. Ainda na época de estudante, foi anunciado que ele assinaria com o Kawasaki Frontale em 2020. Ele se juntaria ao Frontale como atleta especial designado em 2018 e, um ano depois, seguiria como jogador designado.
Sua estreia como profissional foi contra o Consadole Sapporo, entrando como substituto de Hiroyuki Abe na vitória por 2 a 1, pela última rodada da J-League de 2019. Na temporada seguinte, atuou em 38 jogos (31 pela J-League, 2 pela Copa do Imperador e 5 pela Copa da Liga Japonesa), marcando 5 gols, jogando como lateral-esquerdo, meia-atacante e ala.
Em dezembro de 2021, Hatate assinou um novo contrato de 4 anos e meio com o Celtic, por 1,4 milhão de euros. Sua estreia como jogador dos Hoops foi na vitória por 2 a 0 sobre o Hibernian, sendo eleito o melhor em campo, repetindo a honraria na Old Firm contra o Rangers, quando marcou 2 gols e deu uma assistência na vitória por 3 a 0.
Em setembro de 2023, renovou seu contrato com o Celtic até 2028, marcando seu primeiro gol na Liga dos Campeões da UEFA em novembro de 2024, na vitória por 3 a 1 sobre o RB Leipzig.

## Carreira internacional
Hatate foi um dos destaques da Seleção Japonesa no Torneio de Toulon, onde chegou até a decisão contra o Brasil, que terminou empatada por 1 a 1. Na decisão por pênaltis, perdeu sua cobrança e o Japão terminaria com o vice-campeonato. Ele ainda participou em 2 edições 
da Universíada de Verão (2017 e 2019, ambas vencidas pelos Samurais Azuis)
Representou o Japão nos Jogos Olímpicos de Tóquio (disputados em 2021), atuando em 5 jogos e dando uma assistência na vitória por 4 a 0 sobre a França. A primeira partida do meia pela seleção principal foi contra o Vietnã, em março de 2022, válida pela terceira fase das eliminatórias asiáticas para a Copa do Mundo no Catar. Mesmo com suas boas atuações no Celtic, Hatate não foi convocado por Hajime Moriyasu para a competição, decisão que surpreendeu torcedores e imprensa
O primeiro torneiro de Hatate pela seleção principal do Japão foi a Copa da Ásia de 2023, participando de 3 jogos e dando uma assistência na vitória por 2 a 1 sobre o Iraque, ainda na fase de grupos.

## Títulos
Kawasaki Frontale
- J-League (2): 2020, 2021
- Copa do Imperador: 2020
- Supercopa do Japão: 2021

Celtic
- Campeonato Escocês: 2021–22[19], 2022–23[20] e 2023–24[21]
- Copa da Escócia: 2022–23[22] e 2023–24[23]
- Copa da Liga Escocesa: 2022–23[24] e 2024–25[25]

Seleção Japonesa
- Universíada de Verão: 2017 e 2019

### Individuais
- Melhor Onze da J.League: 2021
- Time do Ano da Associação de Futebolistas Profissionais da Escócia (Premiership): 2022–23[26]